# Felipe Harboe
Felipe Harboe Bascuñán (Eindhoven, Países Bajos; 20 de julio de 1972) es un abogado y político chileno. Fue fundador del Partido por la Democracia (PPD), en el cual militó entre 1989 y 2021. Tras ejercer varios cargos durante el gobierno del presidente Ricardo Lagos, entre 2006 y 2008 ejerció como subsecretario del Interior de la primera administración de la presidenta Michelle Bachelet. En abril de 2009 fue nominado como diputado designado en el entonces distrito n.º 22 de Santiago, en reemplazo de Carolina Tohá, quien asumió como ministra de Estado de Bachelet. En las elecciones parlamentarias de 2009 mantuvo su escaño por el mismo distrito n.º 22, por el periodo legislativo 2010-2014.
En las elecciones parlamentarias de 2013 resultó elegido como senador por la XIII Circunscripción de Biobío Cordillera, cuyo periodo correspondiente (2014-2022) comenzó el 11 de marzo de 2014 y finalizó anticipadamente en enero de 2021, luego de renunciar para participar como candidato a constituyente en las elecciones de abril de ese año.
Desde julio de 2021 hasta julio de 2022 ejerció como miembro de la Convención Constitucional en representación del distrito n.º 19.

## Biografía

### Familia y estudios
Nació el 20 de julio de 1972 en Eindhoven, Países Bajos, hijo de Juan Hernán Harboe Cañas y de Jimena Bascuñán Edwards.
Es casado desde 2005 con Katia Trusich, quien fuera subsecretaria de Estado durante el segundo gobierno de Michelle Bachelet, y es padre de tres hijos (dos de ellos con Trusich).
Cursó parte de su enseñanza básica en el colegio San Agustín y, luego, en el colegio Notre Dame, del cual egresó en 1990. Posteriormente, ingresó a estudiar derecho en la Facultad de Ciencias Jurídicas y Sociales de la Universidad Central de Chile (Ucen), donde obtuvo su licenciatura en ciencias jurídicas y sociales con la memoria: Génesis de las leyes sociales en Chile (1906-1924). Se tituló de abogado el 30 de agosto de 1999.
Entre 1995 y 1996 obtuvo una especialización en derecho internacional de refugiados, derechos humanos y ciencias políticas. Asimismo, realizó un curso especial de negociación y manejo de crisis impartido por la Universidad de Harvard y la Fundación Chile 21. En 2001, se especializó en violencia en los estadios y orden público con cursos en España e Inglaterra. Posteriormente, realizó estudios de profundización en el nuevo proceso de Reforma Procesal Penal (RPP).

### Vida laboral
En el ámbito laboral, entre 1994 y 2001, se desempeñó como profesor adjunto de las cátedras de derecho constitucional en su casa de estudios. Paralelamente, hasta 1998, se dedicó al ejercicio libre de la abogacía.
Fue profesor en la Escuela de Gobierno de la Universidad de Chile y en el magíster de la Escuela de Gobierno de la Universidad Adolfo Ibáñez. Asimismo ha colaborado junto al School of Law de la Universidad de Harvard para proyectos sobre políticas públicas y seguridad en Paraguay y Centroamérica. Ha realizado numerosas publicaciones en materias de seguridad pública, terrorismo y democracia, orden público y derechos ciudadanos.
Ejerció además como director del programa de seguridad pública de la Fundación Chile 21, cargo al cual renunció para integrarse como vicepresidente de la corporación ProyectAmérica, institución que se desenvuelve como centro de estudio e investigación tanto en temas culturales como de desarrollo social y regional.

## Carrera política

### Inicios
Ingresó en política en 1986 como dirigente estudiantil secundario de su colegio. En 1987 participó del movimiento estudiantil, integrando la Federación de Estudiantes Secundarios de Santiago (FESES). En 1989, formó parte del grupo de fundadores del Partido por la Democracia (PPD) y fue miembro de la primera directiva juvenil. Luego, en 1993, dirigió la Federación de Estudiantes de la Universidad Central (FEUCEN).
Entre 1998 y marzo de 2000, fue jefe de gabinete del subsecretario de Economía, Fomento y Reconstrucción, Luis Sánchez Castellón; donde colaboró tanto en los proyectos de ley eléctrica como en la ley del consumidor.

### Gobierno de Ricardo Lagos
Posteriormente, durante el gobierno del presidente Ricardo Lagos, asumió como jefe de gabinete de la Intendencia Metropolitana, desde donde le correspondió ejercer como secretario ejecutivo del Consejo Regional de Seguridad Ciudadana, entre 2000 y 2001. Asimismo, en su calidad de jefe de gabinete, fue designado por el presidente como intendente suplente en ausencia del titular.
Fue propulsor y ejecutor de la política de erradicación de violencia en los estadios, tema por el cual fue enviado por el Ministerio del Interior a Inglaterra y España a especializarse. En este mismo ámbito, ha realizado numerosas publicaciones en revistas nacionales e internacionales, y presentaciones en foros especializados en el tema.
Entre 2002 y 2003, presidió la Comisión de Seguridad Ciudadana de su partido. Al año siguiente y hasta 2004, fue miembro del Tribunal Supremo (TS).
En febrero de 2002, asesoró en temas de políticas de seguridad interior, orden público y prevención de conflictos en la Subsecretaría del Ministerio del Interior. También, fue asesor jurídico y legislativo del subsecretario de Desarrollo Regional y Administrativo de la división de Relaciones Políticas e Institucionales del Ministerio Secretaría General de la Presidencia (Segpres).
Entre marzo de 2002 y enero de 2006, fue designado subsecretario de Carabineros.

### Subsecretario del Interior
Fue nombrado como subsecretario del Interior, el 30 de enero de 2006 por Ricardo Lagos. Así, se transformó en el primer funcionario designado para el gobierno de la presidenta Michelle Bachelet. Como subsecretario, debió tomar el juramento de los nuevos ministros de Estado durante el cambio de mando presidencial, el 11 de marzo de 2006, además, coordinar distintos aspectos de la seguridad interior del país, como apoyar la labor de intendentes y gobernadores así como guiar tanto la política migratoria y el apoyo a las diferentes organizaciones mediante los fondos sociales.
Fue autor y ejecutor de la «Estrategia Nacional de Seguridad Pública» (ENSP), primer instrumento de gestión integral para el trabajo de seguridad pública en Chile con imposición de metas públicas y cuantificables. La implementación de la ENSP permitió que la victimización cayera desde 38,4% el año 2006 a 28,2 el 2010, superando la meta pública autoimpuesta por el gobierno de Bachelet. Dicha disminución se focalizó en los delitos más violentos contra las personas y en las concentraciones urbanas. Debido a su eficacia, dicha metodología está siendo implementada por diversos gobiernos de Latinoamérica y ha llevado incluso al actual gobierno de Sebastián Piñera a continuar (con perfeccionamientos) la línea metodológica de combate al delito a través del plan «Chile Seguro» que se funda en la ENSP elaborada en el gobierno de Bachelet.
Tras la renuncia de Belisario Velasco, el 3 de enero de 2008, Harboe asumió el cargo de ministro del Interior "suplente", cargo primera vez utilizado en el país, transformándose en el ministro del Interior más joven de la República, hasta que asumió Edmundo Pérez Yoma, cinco días después.
En diciembre de 2008, renunció a la Subsecretaría del Interior para postular por un cupo en el Congreso Nacional como diputado en las elecciones parlamentarias de diciembre de 2009.

### Parlamentario

#### Diputado

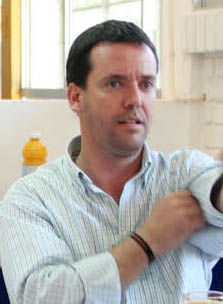
Harboe en 2009.

Sin embargo, el 13 de marzo de 2009 su partido lo seleccionó para llenar la vacante dejada por Carolina Tohá en la Cámara de Diputados, quien fue nombrada ministra del Ministerio Secretaría General de Gobierno, asumiendo como diputado el distrito n.º 22 de Santiago, el 19 de marzo de 2009 (período legislativo 2006-2010). Durante su gestión, integró las comisiones permanentes de Constitución, Legislación, Justicia y Reglamento; y de Gobierno Interior. También, fue miembro del Comité parlamentario del PPD.
En diciembre de 2009, presentó su candidatura por el mismo distrito n.º 22 de Santiago, por el período legislativo 2010-2014. En las elecciones parlamentarias de 2009 obtuvo el 38,64% de los votos, obteniendo la primera mayoría del distrito y ubicándose dentro de las diez primeras mayorías nacionales. Integró las comisiones permanentes de Seguridad Ciudadana y Drogas; de Minería y Energía; y de Constitución, Legislación y Justicia. Además continuó formando parte del Comité parlamentario del PPD.

#### Senador

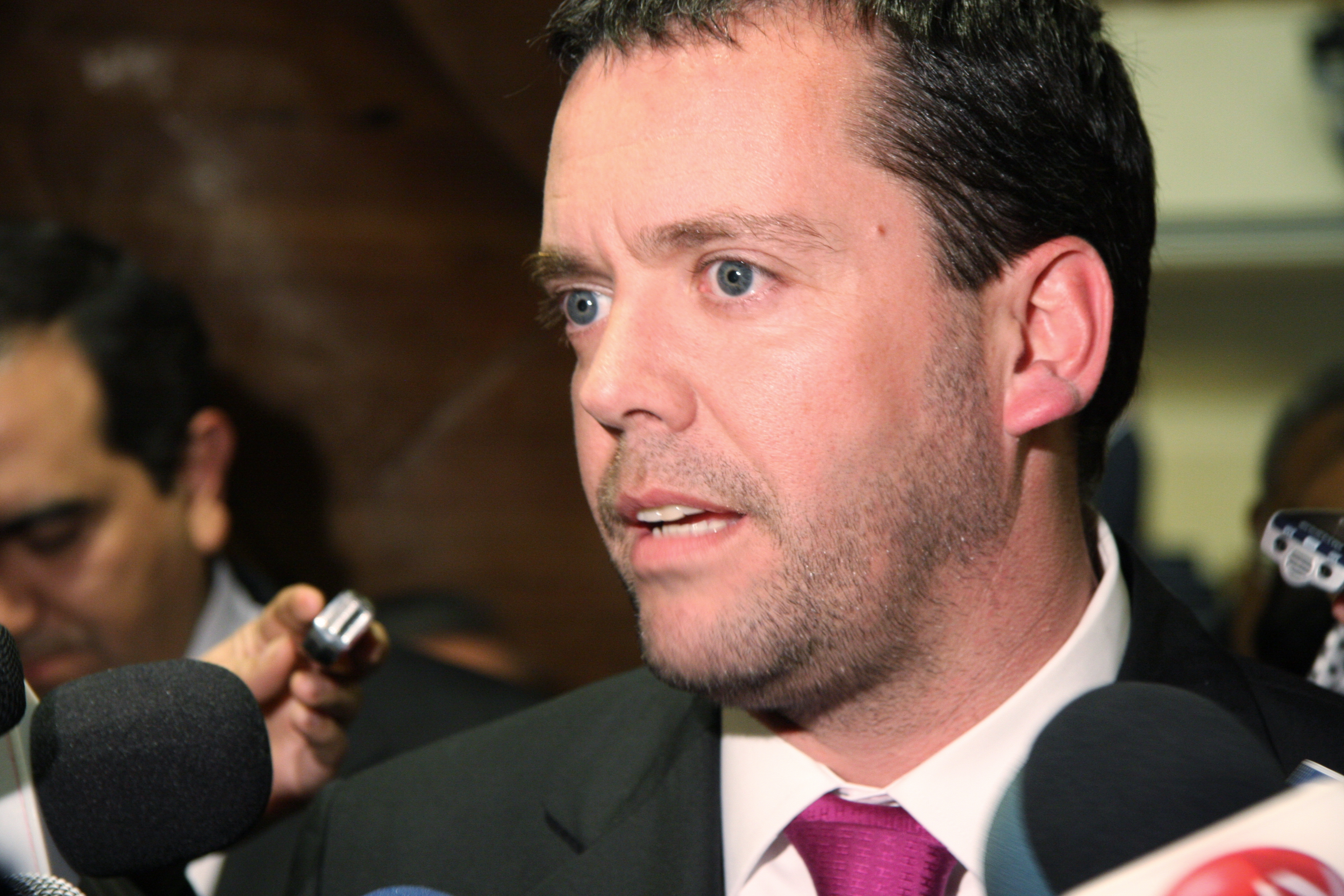
Harboe durante una declaración de prensa.

A finales de 2012, anunció que no se postularía a un segundo período como diputado y que competiría como candidato a senador por la Circunscripción n.º 13 de Biobío Cordillera en las elecciones parlamentarias del 17 de noviembre de 2013. En dicha elección, resultó elegido senador con un 37,81% de los votos. En esa ocasión fue integrante de las comisiones permanentes de Economía, desde el 21 de marzo de 2018 y la de Seguridad Pública a contar del 4 de abril de 2020. De la misma manera, integró la Comisión Permanente de Constitución, Legislación, Justicia y Reglamento, hasta el 25 de mayo de 2020, la que presidió desde 2015 hasta 2018. Además, en este periodo, a partir del 21 de marzo de 2018, integró la Comisión Permanente de Agricultura hasta el 12 de marzo de 2019 y la Comisión Permanente de Seguridad Pública hasta el 17 de marzo de 2020. Presidió esta Comisión desde el 19 de marzo de 2020.
Por otra parte, integró además la Comisión Especial de Seguridad Ciudadana, la cual presidió desde julio de 2014 hasta el 10 de marzo de 2018.
De acuerdo con lo establecido en el artículo n.º 132 de la Constitución Política de 1980, cesó en el cargo el 31 de enero de 2021, debido a la presentación de su candidatura a la Convención Constitucional por el distrito N° 19, Región de Ñuble. Fue reemplazado en el Senado por la entonces diputada Loreto Carvajal.

### Convencional constituyente
En las elecciones de convencionales constituyentes de mayo de 2021 resultó vencedor por el distrito n.º 19 (correspondiente a las comunas de Bulnes, Cobquecura, Coelemu, Ñiquén, Portezuelo, Quillón, Quirihue, Ninhue, Ránquil, San Carlos, San Fabián, San Nicolás, Treguaco, Chillán, Chillán Viejo, Coihueco, El Carmen, Pemuco, Pinto, San Ignacio y Yungay), asumiendo el 4 de julio de ese año.
Así también, el 5 de noviembre de ese año anunció su renuncia al PPD, fundando el movimiento político «Proyecta Chile», que tiene como objetivo reunir y reivindicar el legado de la Concertación, basado en principios liberales, socialcristianos y socialdemócratas.
En el proceso de discusión de los Reglamentos de la Convención participó en la Comisión Provisoria de Derechos Humanos, Verdad Histórica y Bases para la Justicia, Reparación y Garantías de no Repetición. Posteriormente, se incorporó a la Comisión Temática de Derechos Fundamentales.

## Historial electoral

### Elecciones parlamentarias de 2009
- Elecciones parlamentarias de 2009, candidato a diputado por el distrito 22 (Santiago)[6]

### Elecciones parlamentarias 2013
- Elecciones Parlamentarias de 2013, candidato a senador por la Circunscripción 13 (Biobío Cordillera)[7]

### Elecciones de convencionales constituyentes de 2021
- Elecciones de convencionales constituyentes de 2021, para convencional constituyente por el distrito 19, compuesto por las comunas de Bulnes, Cobquecura, Coelemu, Ñiquén, Portezuelo, Quillón, Quirihue, Ninhue, Ránquil, San Carlos, San Fabián, San Nicolás, Treguaco, Chillán, Chillán Viejo, Coihueco, El Carmen, Pemuco, Pinto, San Ignacio y Yungay.[8]